# マクラーレン・M5A
マクラーレン・M5A/1 (McLaren M5A/1) は、ブルース・マクラーレン・モーターレーシングによって製作されたレーシングカーで、マクラーレン初のF1専用車であった。前作のM4B同様、1台のみ製作された。エンジンは3リッターV12のBRM・タイプ101を初めて使用し、365 bhpを発揮した。
M5Aのデビュー戦はウェットレースとなった1967年カナダグランプリで、序盤でスピンを喫したブルース・マクラーレンは4位まで浮上したが、マシンにオルタネーターを取り付けなかったため電圧の低下したバッテリーを交換するためのピットストップで7位に後退、そのままゴールした。次のイタリアでマクラーレンは予選3位となるが、決勝では4位争いの間にコネクティングロッド2本を破損し、46周目にリタイアした。残る2戦も結果を出せず、いずれもリタイアとなった。
1968年シーズン開幕の南アフリカグランプリをマクラーレンは欠場し、ワールドチャンピオンのデニス・ハルムがM5Aを引き継いだ。M5Aはブラッド・レッドのカラーリングからより明るいオレンジで塗装され、決勝を5位で終えた。

## ヨアキム・ボニエ・レーシングチーム
スウェーデンのプライベーター、ヨアキム・ボニエは旧式化したクーパー・T81に換えてM5Aを購入し、1968年シーズンの7戦に参加した。加えてその年のレース・オブ・チャンピオンズ、インターナショナルトロフィー、インターナショナルゴールドカップにも参加した。ボニエの最高位はイタリアでの6位であったが、M5Aは遅く信頼性が低いことが明らかになったため、使用を止めて自らのアートギャラリーの壁に掛けて展示した。
車は後で元の色に塗り替えられ、世界中の様々な歴史的なレースに参加した。1999年のグッドウッド・リバイバル・ミーティングでジャック・ブラバムがジャッキー・オリバーと共に車を走らせた際、ブラバムは激しくクラッシュし、車から脱出するために切断しなければならなかった。車はその後元の状態にレストアされた。

## F1における全成績
(key) （太字はポールポジション、斜体はファステストラップ）
| 年     | チーム                                     | エンジン | タイヤ | ドライバー             | 1   | 2   | 3   | 4   | 5   | 6   | 7   | 8   | 9   | 10  | 11  | 12  | ポイント | 順位    |
| ------ | ------------------------------------------ | -------- | ------ | ---------------------- | --- | --- | --- | --- | --- | --- | --- | --- | --- | --- | --- | --- | -------- | ------- |
| 1967年 | ブルース・マクラーレン・モーターレーシング | BRM V12  | G      |                        | RSA | MON | NED | BEL | FRA | GBR | GER | CAN | ITA | USA | MEX |     | 3        | 10位[a] |
| 1967年 | ブルース・マクラーレン・モーターレーシング | BRM V12  | G      | ブルース・マクラーレン |     |     |     |     |     |     |     | 7   | Ret | Ret | Ret |     | 3        | 10位[a] |
| 1968年 | ブルース・マクラーレン・モーターレーシング | BRM V12  | G      |                        | RSA | ESP | MON | BEL | NED | FRA | GBR | GER | ITA | CAN | USA | MEX | 3        | 10位    |
| 1968年 | ブルース・マクラーレン・モーターレーシング | BRM V12  | G      | デニス・ハルム         | 5   |     |     |     |     |     |     |     |     |     |     |     | 3        | 10位    |
| 1968年 | ヨアキム・ボニエ・レーシングチーム         | BRM V12  | G      | ヨアキム・ボニエ       |     |     | DNQ | Ret | 8   |     | Ret |     | 6   | Ret | NC  |     | 3        | 10位    |

[a] ^ マクラーレンがシーズン序盤にドライブしたマクラーレン・M4Bによるポイントも含む。